# Henri Willems
Henri P. Willems (30 settembre 1899 – ...) è stato un bobbista belga, medaglia di bronzo olimpica nel bob a quattro a Chamonix-Mont-Blanc 1924.

## Biografia
Attivo negli anni venti, ha gareggiato nel ruolo di frenatore per la squadra nazionale belga.
Ha partecipato ai Giochi olimpici invernali di a Chamonix-Mont-Blanc 1924, dove conquistò la medaglia di bronzo nel bob a quattro con i compagni Charles Mulder, René Mortiaux, Victor Verschueren e Paul van den Broeck.

## Palmarès

### Olimpiadi
- 1 medaglia:
  - 1 bronzo (bob a quattro a Chamonix-Mont-Blanc 1924).